# Ульяновское сельское муниципальное образование
Ульяновское сельское муниципальное образование — сельское поселение в Яшалтинском районе Калмыкии. Административный центр и единственный населённый пункт в составе сельского поселения — село Ульяновское.

## География
СМО находится в западной части Яшалтинского района Калмыкии. Граничит на севере со Яшалтинским, на востоке с Березовским и на юге Веселовским СМО Яшалтинского района, на западе с Дружненским СМО Городовиковского района.

## Население
| 2002  | 2010  | 2011  | 2012  | 2013  | 2014  | 2015  |
| ----- | ----- | ----- | ----- | ----- | ----- | ----- |
| 2214  | ↗2412 | ↗2419 | ↘2401 | ↗2419 | ↗2429 | ↘2418 |
| 2016  | 2017  | 2018  | 2019  | 2020  | 2021  |       |
| ↗2423 | ↗2458 | ↗2465 | ↗2491 | →2491 | ↘2282 |       |

### Национальный состав
По данным Всероссийской переписи населения 2010 года:
| Национальность   | Численность (чел.) | Процентное соотношение |
| ---------------- | ------------------ | ---------------------- |
| Турки-месхетинцы | 1 885              | 78,15%                 |
| Русские          | 371                | 15,28%                 |
| Немцы            | 40                 | 1,65%                  |
| Курды            | 25                 | 1,04%                  |
| Украинцы         | 10                 | 0,41%                  |
| Другие           | 80                 | 3,32%                  |
| Не указана       | 1                  |                        |
| Всего            | 2 412              | 100,00%                |